# グスタフ・フラトー

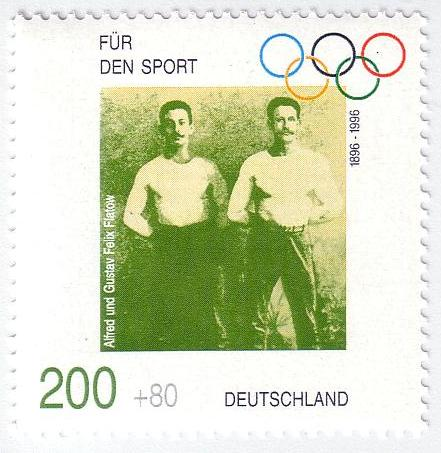
ドイツポスト社が発行したアルフレートとグスタフの記念切手

グスタフ・フェリックス・フラトー（Gustav Felix Flatow, 1875年1月7日 - 1945年1月29日）は、ドイツの体操選手である。
1896年に開催されたアテネオリンピックの体操競技で、平行棒団体競技 と鉄棒団体競技 においてドイツ代表チームの一員として金メダル2個を獲得している。しかし、ホロコーストの犠牲となって1945年に死去した。

## 生涯
ドイツ帝国・西プロイセンベレント（現在のポーランド・ポモージェ県コシュチェジナ）で生まれ、1892年にベルリンへ転居した。5歳年長の従兄で1896年のアテネオリンピックの体操競技で合計4個のメダルを獲得したアルフレート・フラトーほどには才能に恵まれていなかったが、アルフレートと同様に体操競技のほかに自転車競技選手としても活躍し、アテネオリンピックでは恐らく幾つかの自転車競技に、ペースメーカーとして参加したと推定されている。
本業の体操競技においては個人競技でのメダル獲得は果たせなかったが、ドイツ代表チームの一員として鉄棒団体競技と平行棒団体競技で金メダルを獲得することができた。アテネオリンピックの次のパリオリンピックでも体操競技に参加し、個人総合で102位の成績を残している。後にフラトーは1899年に設立した繊維会社の経営に専念するため、現役を退いた。
ユダヤ人だったフラトーは、国家社会主義ドイツ労働者党がドイツの政権を掌握した後、反ユダヤ主義による迫害から逃れるために1933年にオランダへ移住した。ドイツがオランダを侵略した後も、1943年までオランダ国内で潜行生活を続けていた。しかし、オランダやドイツの体操連盟の首脳陣の抗議と嘆願にもかかわらず、1943年12月31日に彼は逮捕されて、翌1944年1月にテレージエンシュタット強制収容所に移送された。1年も経たないうちに、当時70歳になっていた彼は餓死することになった。かつて鍛え上げられていた彼の身体は、体重約20キロにまで衰弱しきっていた。 
その後、1986年になってジャーナリストが強制収容所近くに埋葬されていた彼の棺を発見した。
なお、死後のグスタフについては、従兄アルフレートとともにベルリン市内の通りの名「Flatowallee」（フラトー通り）や、クロイツベルク（en:Kreuzberg）のFlatow-Sporthalle（フラトースポーツ会館）の記念額、ドイツポスト社発行の近代オリンピック100年記念切手、ドイツ体操連盟による「フラトー賞」（Flatow Medal）の創設など、いろいろな形で顕彰を受けている。

## オリンピックでの成績
| 年   | 大会               | 場所               | 種目       | 結果     |
| ---- | ------------------ | ------------------ | ---------- | -------- |
| 1896 | アテネオリンピック | アテネ（ギリシャ） | 跳馬       | 順位不明 |
| 1896 | アテネオリンピック | アテネ（ギリシャ） | 平行棒     | 順位不明 |
| 1896 | アテネオリンピック | アテネ（ギリシャ） | 平行棒団体 | 1位      |
| 1896 | アテネオリンピック | アテネ（ギリシャ） | 鉄棒       | 順位不明 |
| 1896 | アテネオリンピック | アテネ（ギリシャ） | 鉄棒団体   | 1位      |
| 1896 | アテネオリンピック | アテネ（ギリシャ） | つり輪     | 順位不明 |
| 1896 | アテネオリンピック | アテネ（ギリシャ） | あん馬     | 順位不明 |
| 1900 | パリオリンピック   | パリ（フランス）   | 個人総合   | 102位    |